# Pawieł Muslimow
Pawieł Iljicz Muslimow ros. Павел Ильич Муслимов (ur. 15 czerwca 1967 w Ufie) – rosyjski biathlonista, srebrny medalista mistrzostw świata i brązowy medalista olimpijski.

## Kariera
W Pucharze Świata zadebiutował 19 grudnia 1991 roku w Hochfilzen, zajmując 30. miejsce w biegu indywidualnym. Pierwsze punkty (do sezonu 2000/2001 punkty zdobywało 25. najlepszych zawodników) zdobył 18 grudnia 1993 roku w Pokljuce, gdzie zajął 25. miejsce w sprincie. Na podium zawodów tego cyklu po raz pierwszy stanął 18 lutego 1995 roku w Anterselvie, kończąc sprint na drugiej pozycji. W kolejnych startach jeszcze pięć razy stawał na podium, odnosząc przy tym jedno zwycięstwo – 13 marca 1997 roku w Nowosybirsku wygrał bieg indywidualny, wyprzedzając dwóch Niemców: Ricco Großa i Svena Fischera. Ostatnie podium w zawodach tego cyklu wywalczył 7 grudnia 1997 roku w Lillehammer, zajmując trzecie miejsce w biegu pościgowym. Najlepsze wyniki osiągał w sezonie 1996/1997, kiedy zajął piąte miejsce w klasyfikacji generalnej, a w klasyfikacji biegu indywidualnego był drugi.  Ponadto w sezonie 1994/1995 był trzeci w klasyfikacji sprintu.
Na mistrzostwach świata w Anterselvie w 1995 roku zdobył srebrny medal w sprincie, plasując się za Francuzem Patrice'em Bailly-Salins'em a przed Ricco Großem. Na rozgrywanych rok później mistrzostwach świata w Ruhpolding reprezentacja Rosji w składzie: Wiktor Majgurow, Władimir Draczow, Pawieł Muslimow i Siergiej Rożkow zdobyła srebrny medal w biegu drużynowym. Zajął także między innymi jedenaste miejsce w biegu indywidualnym podczas mistrzostw świata w Osrblie w 1997 roku. Brał też udział w igrzyskach olimpijskich w Nagano w 1998 roku, gdzie razem z Władimirem Draczowem, Siergiejem Tarasowem i Wiktorem Majgurowem zajął trzecie miejsce w sztafecie. W biegu indywidualnym zajął tam siedemnastą pozycję.
Zdobył również trzy medale w sztafecie na mistrzostwach Europy: złoty podczas ME w Kontiolahti (1994), srebrny podczas ME w Iżewsku (1999) i brązowy podczas ME w Zakopanem (2000).

## Osiągnięcia

### Igrzyska olimpijskie
| Rok  | Miejscowość | Konkurencje | Konkurencje | Konkurencje | Konkurencje | Konkurencje | Konkurencje | Konkurencje |
| Rok  | Miejscowość | IN          | SP          | PU          | MS          | RL          | MR          | SR          |
| ---- | ----------- | ----------- | ----------- | ----------- | ----------- | ----------- | ----------- | ----------- |
| 1998 | Nagano      | 17.         | –           | nd.         | nd.         | 3.          | nd.         | –           |

### Mistrzostwa świata
| Rok  | Miejscowość         | Konkurencje | Konkurencje | Konkurencje | Konkurencje | Konkurencje | Konkurencje | Konkurencje |
| Rok  | Miejscowość         | IN          | SP          | PU          | MS          | RL          | MR          | SR          |
| ---- | ------------------- | ----------- | ----------- | ----------- | ----------- | ----------- | ----------- | ----------- |
| 1995 | Anterselva          | 22.         | 2.          | nd.         | nd.         | 8.          | nd.         | –           |
| 1996 | Ruhpolding          | 12.         | –           | nd.         | nd.         | –           | nd.         | –           |
| 1997 | Osrblie             | 11.         | 18.         | 17.         | nd.         | –           | nd.         | –           |
| 1998 | Pokljuka/Hochfilzen | nd.         | nd.         | 21.         | nd.         | nd.         | nd.         | –           |

### Puchar Świata

#### Miejsca w klasyfikacji generalnej
| Sezon     | Miejsce |
| --------- | ------- |
| 1991/1992 | -       |
| 1993/1994 | 78.     |
| 1994/1995 | 13.     |
| 1995/1996 | 19.     |
| 1996/1997 | 5.      |
| 1997/1998 | 15.     |

#### Miejsca na podium chronologicznie
| Lp. | Dzień      | Rok  | Miejscowość | Konkurencja                | Lokata | Pudła   | Czas biegu | Strata | Zwycięzca             |
| --- | ---------- | ---- | ----------- | -------------------------- | ------ | ------- | ---------- | ------ | --------------------- |
| 1.  | 18 lutego  | 1995 | Anterselva  | Sprint na 10 km            | 2.     | 0+0     | 29:23,8    | +1,9   | Patrice Bailly-Salins |
| 2.  | 7 grudnia  | 1995 | Östersund   | Bieg indywidualny na 20 km | 3.     | 0+2+1+0 | 54:42,9    | +16,2  | Vesa Hietalahti       |
| 3.  | 5 grudnia  | 1996 | Östersund   | Bieg indywidualny na 20 km | 3.     | 0+0+1+0 | 50:46,7    | +14,4  | Wilfried Pallhuber    |
| 4.  | 4 stycznia | 1997 | Oberhof     | Sprint na 10 km            | 2.     | 0+0     | 25:54,1    | +34,3  | Ole Einar Bjørndalen  |
| 5.  | 13 marca   | 1997 | Nowosybirsk | Bieg indywidualny na 20 km | 1.     | 0+1+0+1 | 58:17,3    | –      | –                     |
| 6.  | 7 grudnia  | 1997 | Lillehammer | Bieg pościgowy na 12,5 km  | 3.     | 0+1+1+0 | 34:26,1    | +33,3  | Ołeksij Ajdarow       |